# V712 Андромеды
V712 Андромеды (лат. V712 Andromedae) — двойная затменная переменная звезда типа W Большой Медведицы (EW) в созвездии Андромеды на расстоянии приблизительно 574 световых лет (около 176 парсеков) от Солнца. Видимая звёздная величина звезды — от +10,53m до +10,27m. Орбитальный период — около 0,3672 суток (8,812 часов).

## Характеристики
Первый компонент — жёлтый карлик спектрального класса G0V. Радиус — около 1,62 солнечного, светимость — около 2,364 солнечных. Эффективная температура — около 5632 K.
Второй компонент — жёлтый карлик спектрального класса G0.